# NGC 2611
NGC 2611 (również PGC 24121) – galaktyka spiralna (S), znajdująca się w gwiazdozbiorze Raka. Odkrył ją Albert Marth 29 marca 1865 roku.